# 간저우시
간저우(한국어: 감주, 중국어: 赣州, 병음: Gànzhōu)은 중화인민공화국 장시성(江西省)의 지급시이다. 행정 중심은 장궁 구(章貢區)이다.

## 역사

### 송나라 이전
BC201년에 전한 고조는 현재의 간저우 땅에 현을 설치하고 해당 현을 예장군의 속현으로 두었다. 초기에 이 지역의 한족 정착민과 행정 당국은 소수였고 주로 감강(贛江) 분지에 제한적으로 거주했다. 감강은 포양호(鄱陽湖:파양호)를 거쳐 흐르는 장강(長江)의 지류로 농경을 위한 관개 뿐만 아니라 북쪽과의 통신로를 제공하였다. 후한말 여릉군이 분리되면서 여릉군에 속했다가 서진초 남강군이 분리되면서 시 대부분이 남강군에 속하게 되었다. 이후부터 당나라까지 연혁은 남강군참조.

### 송나라
강남서로의 속주가 되었고 남안군에 속한 난캉 구, , 다위 현, 상유 현일대를 제외한 대부분 지역을 통치했다. 상급주로 군명은 남강군이고 소신군절도(昭信軍節度)가 파견되었다. 1107년(북송 휘종 대관 원년), 군의 급이 望급으로 조정되었다. 북송대부터 이주민의 증가로 인해 토착 부족민들은 더 깊은 산지로 내몰렸다. 정강의 변이후 이주민 수는 극적으로 증가했다.
건염 연간 관내에 안무사가 설치되었으나 1145년(남송 고종 소흥 15년) 폐지되었다. 숭녕 연간에는 272,432호, 702,127명이 살았고 10현을 거느렸다.
| 현명   | 한자   | 대략적 위치         | 현급 | 비고                                                                                   |
| ------ | ------ | ------------------- | ---- | -------------------------------------------------------------------------------------- |
| 감현   | 贛縣   | 간저우 시           | 望   | 합호은장(蛤湖銀場)이 존재한다.                                                         |
| 건화현 | 虔化縣 | 간저우 시 닝두 현   | 望   | 1152년(소흥 22년) 영도현(寧都縣)으로 개명되었다. 납을 채굴하는 보적(寶積)장이 있다.    |
| 흥국현 | 興國縣 | 간저우 시 싱궈 현   | 望   | 태평흥국 연간에 감현의 7개 향을 분리 신설했다.                                         |
| 신풍현 | 信豐縣 | 간저우 시 신펑 현   | 望   |                                                                                        |
| 무도현 | 雩都縣 | 간저우 시 위두 현   | 望   |                                                                                        |
| 회창현 | 會昌縣 | 간저우 시 후이창 현 | 望   | 태평흥국 연간에 무도현의 6개향과 구주진(九州鎭)으로 신설했다. 은이 채굴된다.           |
| 서금현 | 瑞金縣 | 간저우 시 루이진 시 | 望   | 은광석이 채굴되는 구룡(九龍)장이 있다.                                                 |
| 석성현 | 石城縣 | 간저우 시 스청 현   | 緊   |                                                                                        |
| 안원현 | 安遠縣 | 간저우 시 안위안 현 | 上   |                                                                                        |
| 용남현 | 龍南縣 | 간저우 시 룽난 현   | 中   | 1121년(선화 3년), 건남현(虔南縣)으로 개명했다. 1153년(소흥 23년), 용남현으로 복구했다. |

1800년대 후반에 간저우는 남부의 조약항으로 개방된 곳 중 하나로 외국 회사들을 위한 작은 기반이 되었다. 1929년과 1934년 사이에 간저우는 중국 공산당의 기반 중 하나인 장시 소비에트의 일부를 형성하였다.

## 지리
간저우는 장시성의 3분의 1을 차지하는 남쪽의 대도시이다. 서쪽으로 후난성, 남쪽으로 광둥성, 동쪽으로 푸젠성과 접하고 북쪽으로 지안, 푸저우와 접한다. 이 지역의 70%이상이 숲으로 덮여있고 83%이상이 산지이다. 감강의 주요 지류들이 도시의 중심부에서 합류해서 간저우라는 이름을 갖게 되었다.

## 기후
간저우는 온난 습윤 기후로 동아시아 계절풍의 영향을 받아 여름은 길고 무더우며 겨울은 짧고 온화하며 건조하다. 연평균 기온은 19.9°C이고 연평균 강수량은 1463.3mm이다.
| 간저우시 간셴구의 기후                                        | 간저우시 간셴구의 기후 | 간저우시 간셴구의 기후 | 간저우시 간셴구의 기후 | 간저우시 간셴구의 기후 | 간저우시 간셴구의 기후 | 간저우시 간셴구의 기후 | 간저우시 간셴구의 기후 | 간저우시 간셴구의 기후 | 간저우시 간셴구의 기후 | 간저우시 간셴구의 기후 | 간저우시 간셴구의 기후 | 간저우시 간셴구의 기후 | 간저우시 간셴구의 기후 |
| 월                                                            | 1월                    | 2월                    | 3월                    | 4월                    | 5월                    | 6월                    | 7월                    | 8월                    | 9월                    | 10월                   | 11월                   | 12월                   | 연간                   |
| ------------------------------------------------------------- | ---------------------- | ---------------------- | ---------------------- | ---------------------- | ---------------------- | ---------------------- | ---------------------- | ---------------------- | ---------------------- | ---------------------- | ---------------------- | ---------------------- | ---------------------- |
| 역대 최고 기온 °C (°F)                                        | 27.7 (81.9)            | 29.5 (85.1)            | 32.2 (90.0)            | 35.1 (95.2)            | 36.5 (97.7)            | 38.4 (101.1)           | 40.0 (104.0)           | 41.2 (106.2)           | 38.8 (101.8)           | 36.6 (97.9)            | 32.8 (91.0)            | 29.1 (84.4)            | 41.2 (106.2)           |
| 일평균 최고 기온 °C (°F)                                      | 12.6 (54.7)            | 15.5 (59.9)            | 18.7 (65.7)            | 25.0 (77.0)            | 29.1 (84.4)            | 31.8 (89.2)            | 34.7 (94.5)            | 34.1 (93.4)            | 30.9 (87.6)            | 26.6 (79.9)            | 21.1 (70.0)            | 15.1 (59.2)            | 24.6 (76.3)            |
| 일일 평균 기온 °C (°F)                                        | 8.4 (47.1)             | 11.0 (51.8)            | 14.4 (57.9)            | 20.3 (68.5)            | 24.5 (76.1)            | 27.4 (81.3)            | 29.7 (85.5)            | 29.0 (84.2)            | 26.2 (79.2)            | 21.5 (70.7)            | 16.0 (60.8)            | 10.3 (50.5)            | 19.9 (67.8)            |
| 일평균 최저 기온 °C (°F)                                      | 5.7 (42.3)             | 8.0 (46.4)             | 11.4 (52.5)            | 16.9 (62.4)            | 21.1 (70.0)            | 24.3 (75.7)            | 26.0 (78.8)            | 25.5 (77.9)            | 22.8 (73.0)            | 17.9 (64.2)            | 12.5 (54.5)            | 7.0 (44.6)             | 16.6 (61.9)            |
| 역대 최저 기온 °C (°F)                                        | −6.0 (21.2)            | −4.4 (24.1)            | −0.3 (31.5)            | 4.2 (39.6)             | 11.1 (52.0)            | 15.6 (60.1)            | 19.1 (66.4)            | 19.7 (67.5)            | 13.1 (55.6)            | 5.2 (41.4)             | −0.4 (31.3)            | −3.8 (25.2)            | −6.0 (21.2)            |
| 평균 강수량 mm (인치)                                         | 71.6 (2.82)            | 96.2 (3.79)            | 173.5 (6.83)           | 161.6 (6.36)           | 224.5 (8.84)           | 205.4 (8.09)           | 135.2 (5.32)           | 154.3 (6.07)           | 75.8 (2.98)            | 48.7 (1.92)            | 65.6 (2.58)            | 50.9 (2.00)            | 1,463.3 (57.6)         |
| 평균 강수일수 (≥ 0.1 mm)                                      | 11.7                   | 13.0                   | 18.2                   | 16.2                   | 16.9                   | 16.0                   | 11.4                   | 13.6                   | 9.3                    | 6.0                    | 7.9                    | 9.0                    | 149.2                  |
| 평균 강설일수                                                 | 1.3                    | 1.0                    | 0.1                    | 0                      | 0                      | 0                      | 0                      | 0                      | 0                      | 0                      | 0                      | 0.4                    | 2.8                    |
| 평균 상대 습도 (%)                                            | 76                     | 76                     | 79                     | 76                     | 76                     | 76                     | 69                     | 72                     | 73                     | 70                     | 73                     | 73                     | 74                     |
| 평균 월간 일조시간                                            | 82.7                   | 84.0                   | 79.9                   | 114.4                  | 139.9                  | 162.6                  | 253.3                  | 223.0                  | 175.3                  | 168.0                  | 139.0                  | 124.4                  | 1,746.5                |
| 가능 일조율                                                   | 25                     | 26                     | 21                     | 30                     | 34                     | 40                     | 61                     | 56                     | 48                     | 47                     | 43                     | 38                     | 39                     |
| 출처: 중국기상국 (평년값: 1991년~2020년, 극값: 1981년~2010년) |                        |                        |                        |                        |                        |                        |                        |                        |                        |                        |                        |                        |                        |

## 주민
인구의 99%가 한족이고 41개의 소수민족(주로 서족, 후이족, 야오족에 속하는 71200명이 거주한다. 간저우는 장시성에서 가장 큰 하카 지역 사회를 포함하고 있다. 도시 지역은 장궁 구를 제외하고는 대부분 지역에서 하카어를 사용한다. 장궁 구는 남서 만다린을 사용하여 "언어의 섬"으로 여겨진다.

## 행정 구역
3개 시할구, 1개 현급시, 14개 현을 관할한다.

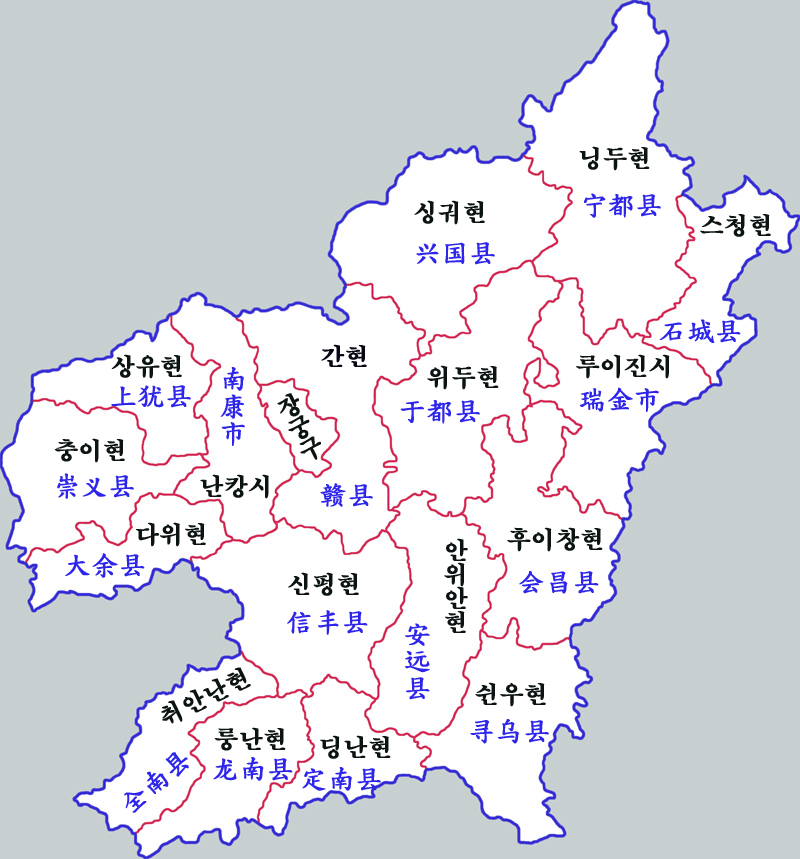
간저우시 현급행정구역

시할구
- 장궁 구(章贡区)
- 난캉 구(南康区）
- 간셴 구(赣县区)

현급시
- 루이진 시(瑞金市)

현
- 신펑 현(信丰县)
- 다위 현(大余县)
- 상유 현(上犹县)
- 충이 현(崇义县)
- 안위안 현(安远县)
- 룽난 현(龙南县)
- 딩난 현(定南县)
- 취안난 현(全南县)
- 닝두 현(宁都县)
- 위두 현(于都县)
- 싱궈 현(兴国县)
- 후이창 현(会昌县)
- 쉰우 현(寻乌县)
- 스청 현(石城县)